# Список Героев Советского Союза (подавление Венгерского восстания 1956 года)
В данном списке представлены удостоенные звания «Герой Советского Союза» согласно Указам Президиума Верховного Совета СССР за участие в подавлении Венгерского восстания 1956 года (всего 27 человек, 13 из них — посмертно, их имена выделены серым цветом), а также краткая информация о них (даты жизни, род войск, звание на момент представления).

## Указ Президиума Верховного Совета СССР от 1 декабря 1956 года
Указом Президиума Верховного Совета СССР 1 декабря 1956 года маршал Советского Союза и министр обороны СССР Георгий Жуков был удостоен четвёртого звания «Герой Советского Союза» с вручением четвёртой медали «Золотая Звезда» и четвёртого ордена Ленина «в связи с 60-летием со дня рождения» и «за подавление венгерского фашистского мятежа».
| № | Ф. И. О.                      | Звание | Должность            | Годы жизни                            | Официальные основания для награждения                                              | П.    |
| - | ----------------------------- | ------ | -------------------- | ------------------------------------- | ---------------------------------------------------------------------------------- | ----- |
| 1 | Жуков, Георгий Константинович | маршал | министр обороны СССР | 19 ноября [1 декабря] 1896—18.06.1974 | в связи с 60-летием со дня рождения и за подавление венгерского фашистского мятежа | [ 3 ] |

## Указ Президиума Верховного Совета СССР от 18 декабря 1956 года
Указом Президиума Верховного Совета СССР от 18 декабря 1956 года за боевые заслуги в ходе подавления «венгерского фашистского мятежа» звания «Герой Советского Союза» было удостоено 26 военнослужащих Советской армии, 13 из них посмертно.
| №  | Ф. И. О.                        | Звание            | Должность | Годы жизни            | Официальные основания для награждения | П.     |
| -- | ------------------------------- | ----------------- | --- | --------------------- | --- | ------ |
| 1  | Андреев Владимир Григорьевич    | старший лейтенант | командир мотострелковой роты 104-го гвардейского мотострелкового полка 33-й гвардейской мотострелковой дивизии Отдельной механизированной армии                                 | 26.06.1927—27.08.1996 | Рота Андреева нанесла повстанцам большие потери в боях на улицах Будапешта | [ 4 ]  |
| 2  | Балясников Александр Михайлович | старший сержант   | командир танка 4-й танковой роты 71-го гвардейского танкового полка 33-й гвардейской механизированной дивизии Отдельной механизированной армии                                  | 06.09.1934—12.09.2016 | В боях на улицах Будапешта экипаж Балясникова уничтожил около 30 повстанцев, 2 их противотанковых орудия, 4 пулемёта, разгромив опорный пункт противника в будапештском кинотеатре «Корвин»                                                                | [ 5 ]  |
| 3  | Бобровский Александр Андреевич  | капитан           | командир авиационной эскадрильи 880-го гвардейского бомбардировочного авиационного полка 177-й гвардейской бомбардировочной авиационной дивизии Особого корпуса советских войск | 08.10.1922—07.11.1956 | Успешно произвёл аэрофотосъёмку вражеских объектов и передал данные в штаб, погиб, возвращаясь с задания | [ 6 ]  |
| 4  | Бурмистров Юрий Васильевич      | рядовой           | линейный надсмотрщик 5-го гвардейского механизированного полка 2-й гвардейской механизированной дивизии Особого корпуса советских войск                                         | 1934—24.10.1956       | Оказавшись отрезанным от своих товарищей, сражался до последнего, а затем подорвал себя гранатой вместе с группой повстанцев | [ 7 ]  |
| 5  | Волокитин Пётр Григорьевич      | старший лейтенант | командир стрелкового взвода 381-го гвардейского парашютно-десантного полка 31-й гвардейской воздушно-десантной дивизии Воздушно-десантных войск                                 | 25.04.1926—06.11.1956 | Взвод Волокитина успешно провёл операцию по разоружению повстанческой охраны аэродрома Текель под Будапештом, в боях на улицах венгерской столицы захватил несколько опорный пунктов. В тех боях Волокитин погиб                                           | [ 8 ]  |
| 6  | Горячев Иван Михайлович         | сержант           | механик-водитель танка 62-го танкового полка 11-й гвардейской механизированной дивизии 8-й механизированной армии Прикарпатского военного округа                                | 1933—09.11.1956       | Погиб в боях с повстанцами | [ 9 ]  |
| 7  | Громницкий Григорий Михайлович  | старший лейтенант | командир миномётной батареи 5-го гвардейского механизированного полка 2-й гвардейской механизированной дивизии Особого корпуса советских войск                                  | 17.11.1929—24.10.1956 | Погиб в боях с повстанцами | [ 10 ] |
| 8  | Добрунов Григорий Тимофеевич    | подполковник      | командир 99-го отдельного разведывательного батальона 2-й гвардейской механизированной дивизии Особого корпуса советских войск                                                  | 21.01.1921—27.08.2014 | Батальон Добрунова предотвратил попытку захвата повстанцами здания Генерального штаба Венгерской народной армии, деблокировал штаб советского командования, разоружил ряд повстанческих формирований, обнаружил и захватил резидента американской разведки | [ 11 ] |
| 9  | Евсеев Николай Иванович         | майор             | командир танкового батальона 71-го гвардейского танкового полка 33-й гвардейской механизированной дивизии Отдельной механизированной армии                                      | 06.12.1922—20.02.1999 | Батальон Евсеева нанёс повстанцам большие потери, захватил несколько их опорных пунктов. Евсеев лично под вражеским огнём эвакуировал погибшего полковника Кохановича, по заданию командования вёл переговоры с мятежниками                                | [ 12 ] |
| 10 | Зинуков Михаил Семёнович        | старший лейтенант | командир роты 114-го гвардейского парашютно-десантного полка 31-й гвардейской воздушно-десантной дивизии Воздушно-десантных войск                                               | 28.10.1924—04.11.1956 | Во время отражения контратак повстанцев Зинуков лично уничтожил около 20 атаковавших, погиб в бою | [ 13 ] |
| 11 | Кармишин Дмитрий Дмитриевич     | капитан           | штурман эскадрильи 880-го гвардейского бомбардировочного авиационного полка 177-й гвардейской бомбардировочной авиационной дивизии Особого корпуса                              | 04.11.1926—07.11.1956 | Успешно произвёл аэрофотосъёмку вражеских объектов и передал данные в штаб, погиб, возвращаясь с задания | [ 14 ] |
| 12 | Карпов Иван Яковлевич           | старший лейтенант | командир мотоциклетного взвода 73-го гвардейского отдельного разведывательного батальона 128-й гвардейской стрелковой дивизии 38-й армии Прикарпатского военного округа         | 21.07.1927—04.11.1956 | Взвод Карпова активно участвовал в захвате кинотеатра «Корвин» в Будапеште, превращённого повстанцами в один из центров восстания. В том бою Карпов погиб                                                                                                  | [ 15 ] |
| 13 | Коханович Сергей Николаевич     | полковник         | командир 1195-го артиллерийского полка 33-й гвардейской механизированной дивизии Отдельной механизированной армии                                                               | 20.10.1921—26.10.1956 | В условиях нарушения связи между подразделениями и потери ориентирования в Будапеште Коханович разыскивал потерявшиеся подразделения и организовывал боевые действия. В одном из боёв получил смертельное ранение.                                         | [ 16 ] |
| 14 | Кузьмин Анатолий Иванович       | младший сержант   | старший механик-водитель 37-го гвардейского танкового полка 2-й гвардейской механизированной дивизии Особого корпуса советских войск                                            | 1935—07.11.1956       | Активно участвовал в боях на улицах Будапешта, погиб в бою | [ 17 ] |
| 15 | Кузьмин Фёдор Борисович         | лейтенант         | командир танкового взвода 104-го гвардейского механизированного полка 33-й гвардейской механизированной дивизии Отдельной механизированной армии                                | 04.05.1932—03.02.1977 | Неоднократно отличался в боях | [ 18 ] |
| 16 | Моисеенков Григорий Петрович    | капитан           | начальник снабжения горючим и смазочными материалами 315-го гвардейского стрелкового полка 128-й гвардейской стрелковой дивизии 38-й армии Прикарпатского военного округа       | 22.03.1915—20.10.1956 | Организовал отражение контратаки повстанцев, попал к ним в плен, подвергся пыткам и был убит после отказа перейти на их сторону | [ 19 ] |
| 17 | Муравлёв Николай Васильевич     | капитан           | заместитель командира стрелковой роты 381-го гвардейского парашютно-десантного полка 31-й гвардейской воздушно-десантной дивизии Воздушно-десантных войск                       | 27.12.1924—06.11.1956 | Рота Муравлёва нанесла мятежникам большие потери, в одном из боёв Муравлёв погиб | [ 20 ] |
| 18 | Никитин Михаил Фёдорович        | подполковник      | командир танкового батальона 37-го гвардейского танкового полка 2-й гвардейской механизированной дивизии Особого корпуса советских войск                                        | 21.01.1914—23.10.2000 | Батальон Никитина в боях уничтожил 20 огневых точек повстанцев, захватил большое количество вооружения и боеприпасов | [ 21 ] |
| 19 | Никовский Николай Тарасович     | подполковник      | командир 87-го гвардейского тяжёлого танко-самоходного полка 2-й гвардейской механизированной дивизии Особого корпуса советских войск                                           | 23.12.1917—20.11.1997 | Полк Никовского нанёс повстанцам большие потери, подавил ряд крупных очагов сопротивления | [ 22 ] |
| 20 | Соловьёв Алексей Дмитриевич     | сержант           | командир танка 62-го танкового полка 11-й гвардейской механизированной дивизии 8-й механизированной армии Прикарпатского военного округа                                        | 30.03.1934—09.11.1956 | Погиб в бою с повстанцами | [ 23 ] |
| 21 | Степанов Григорий Васильевич    | лейтенант         | командир стрелкового взвода 104-го гвардейского механизированного полка 33-й гвардейской механизированной дивизии Отдельной механизированной армии                              | 22.11.1927—22.02.1993 | Взвод Соловьёва нанёс повстанцам большие потери, при этом сохранив жизни многим мирным жителям | [ 24 ] |
| 22 | Субботин Валентин Васильевич    | лейтенант         | командир артиллерийской батареи 1195-го артиллерийского полка 33-й гвардейской механизированной дивизии Отдельной механизированной армии                                        | 26.12.1928—12.07.2004 | Вместе с группой из 25 человек Субботин выбил противника из занятого им дома и в течение 17 часов удерживал занятые позиции, в критический момент вызвал огонь на себя, а впоследствии успешно вывел группу из окружения                                   | [ 25 ] |
| 23 | Харламов Николай Иванович       | капитан           | командир 3-й роты 108-го гвардейского парашютно-десантного полка 7-й гвардейской воздушно-десантной дивизии Воздушно-десантных войск                                            | 17.05.1924—25.03.1982 | Рота Харламова успешно разоружила охранение аэродрома Текель, захватила казармы венгерского сапёрного батальона, активно участвовала в захвате кинотеатра «Корвин». В бою Харламов был ранен                                                               | [ 26 ] |
| 24 | Цвик Степан Степанович          | лейтенант         | командир танкового взвода 71-го гвардейского танкового полка 33-й гвардейской механизированной дивизии Отдельной механизированной армии                                         | 01.08.1926—05.09.2006 | Активно участвовал в боях с повстанцами | [ 27 ] |
| 25 | Якупов Назым Мухаметзянович     | капитан           | заместитель командира танкового батальона по политической части 71-го гвардейского танкового полка 33-й гвардейской механизированной дивизии Отдельной механизированной армии   | 07.07.1928—20.02.2009 | Во главе штурмовой группы Якупов скрытно подобрался к орудию повстанцев, мешавшему продвижению советских частей вперёд, и уничтожил его, при этом получил тяжёлое ранение                                                                                  | [ 28 ] |
| 26 | Ярцев, Владимир Егорович        | старший лейтенант | начальник связи авиационной эскадрильи 880-го гвардейского авиационного полка 177-й гвардейской бомбардировочной авиационной дивизии Особого корпуса                            | 15.10.1924—08.11.1956 | Успешно произвёл аэрофотосъёмку вражеских объектов и передал данные в штаб, погиб, возвращаясь с задания | [ 29 ] |